# أمانة منطقة الرياض
أُنشئت أمانة منطقة الرياض، في المملكة العربية السعودية، بلديةً صغيرة في عام 1937، ثم توسعت لتصبح بمسمى «أمانة مدينة الرياض» وذلك في عام 1956، تعمل على تقديم خدمات بلدية لمدينة الرياض وساكنيها، والاهتمام بتطوير مرافقها كافة.

## تاريخ
بدأت أمانة مدينة الرياض بلدية صغيرة في إمكانياتها ومهامها وموظفيها أنشئت عام 1356 ه وكان المسؤؤل عنها في ذلك الوقت «مدير البلدية»، وأول من عين في هذا الموقع هو الأستاذ حسن بخاري، حتى عام 1360هـ (1941 م)، ثم عين الشيخ زين العابدين بن عثمان البري سنة 1362هـ (1943 م) «رئيسا للبلدية» فقام بتشكيل بعض الأقسام للبلدية مثل قسم الإدارة، وقسم النظافة، وفي ذلك الوقت بدأت مهمة البلدية تتوسع بعض الشيء وترتبط بأجهزة الأمن والشرطة.
ثم عين الأستاذ عبد الله المشاط، ثم الأستاذ محمود جميل فطاني، ومن بعده عين الشيخ عمر خميس ثم الشيخ أحمد خليفة النبهاني، ثم الأستاذ عبد المحسن الصالح الرشيد، وجاء بعده الأستاذ محمد حسن أخضر، وقد عمل هؤلاء جميعا في عهد الملك عبد العزيز، وتراوحت مدة رئاسة كل منهم للبلدية بين سنة وسنتين تقريبا.
وفي سنة 1373هـ (1953 م) أصدر الملك سعود أمره بتعيين الأمير فهد الفيصل رئيسا لبلدية الرياض، وفي عام 1375 ه (1955م) صدر الأمر السامي الكريم بتعديل اسم بلدية الرياض إلى «أمانة مدينة الرياض» وكان أول أمين لها هو الأمير فهد الفيصل.
ولاتساع المدينة بعد نقل الوزارات إليها عام 1375هـ فقد انعكس ذلك على نشاط البلدية حيث أصبحت الرياض منطقة جذب سكاني للهجرة الداخلية بحثا عن فرص العمل أو الدراسة أو الانتقال من البادية، واتسعت مهام وأعباء الأمانة وزادت ميزانيتها زيادة كبيرة، وكذلك زاد عدد الموظفين والعمال.
وقد استمر الأمير فهد الفيصل أمينا للمدينة مدة 13 سنة تقريبا، ثم عين بعده الأمير عبد العزيز الثنيان في 1/6/1386هـ الذي عمل 11 عاما تقريبا، وفي 2/11/1396هـ عين الأستاذ عبد الله العلي النعيم واستمر أمينا للمدينة إلى 6/1/1411 ه ثم خلفه المهندس مساعد بن عبد الرحمن العنقري، الذي كان يعمل من قبل وكيلا للأمين للتعمير والمشاريع. وفي تاريخ 2/3/1418 هـ صدر الأمر السامي الكريم بتعيين الأمير الدكتور عبد العزيز بن محمد بن عياف آل مقرن أمينا لمدينة الرياض. وفي تاريخ 4/8/1433هـ صدر الأمر السامي الكريم بتعيين المهندس عبد الله بن عبد الرحمن بن محمد المقبل أميناً لمنطقة الرياض. وفي تاريخ 9 / 4 / 1436هـ صدر أمر ملكي بتعيين المهندس إبراهيم بن محمد بن إبراهيم السلطان أميناً لمنطقة الرياض بالمرتبة الممتازة. 
وفي 26 نوفمبر 2019 عُين فيصل بن عبد العزيز آل مقرن، أمين منطقة الرياض.

## وظائف الأمانة ومهامها
حدد المرسوم الملكي رقم م/5 وتاريخ 21/2/1397 هـ وظائف ومهام البلديات والأمانات بنظام البلديات والأمانات بنظام البلديات والقرى على النحو التالي:
- تنظيم وتنسيق البلدة وفق مخطط تنظيمي معتمد من الجهات المختصة.
- الترخيص بإقامة الإنشاءات والأبنية، وجميع التمديدات العامة والخاصة، ومراقبتها.
- المحافظة على مظهر ونظافة البلدة، وإنشاء الحدائق والساحات والمنتزهات وأماكن السياحة العامة وتنظيمها وإدارتها بطريق مباشر أو غير مباشر ومراقبتها.
- وقاية الصحة البيئية العامة داخل المدينة، وردم البرك والمستنقعات، ودرء خطر السيول وإنشاء أسوار من الأشجار حول البلدة لحمايتها من الرمال.
- مراقبة المواد الغذائية والاستهلاكية، والإشراف على تموين المواطنين بها ومراقبة أسعارها وأسعار الخدمات العامة، ومراقبة الموازين أو المكاييل والمقاييس بالاشتراك مع الجهات المختصة.
- إنشاء المسالخ وتنظيفها.
- إنشاء الأسواق وتحديد مراكز البيع.
- الترخيص بمزاولة الحرف والمهن وفتح المحلات العامة ومراقبتها صحيا وفنيا.
- المحافظة على السلامة والراحة وبصورة خاصة اتخاذ ا لإجراءات اللازمة لدرء وقوع الحرائق وإطفائها وهدم الأبنية الآيلة للسقوط أو الأجزاء المتداعية منها، وإنشاء الملاجئ العامة.
- تحديد مواقف الباعة المتجولين والسيارات والعربات.
- تنظيم النقل الداخلي وتحديد أجوره بالاتفاق مع الجهات ا لمختصة.
- نزع ملكية العقارات للمنفعة العامة. تحديد واستيفاء رسوم وعوائد البلدية والغرامات والجزاءات التي توفى على ا لمخالفين لأنظمتها.
- الإشراف على انتخابات وترشيح رؤساء الحرف والمهن ومراقبة أعمالهم وحل الخلافات التي قد تحدث بينهم.
- حماية الأبنية الأثرية بالتعاون مع الجهات المختصة.
- تشجيع ا لنشاط ا لثقافي والرياضي والاجتماعي والمساهمة فيه.
- التعاون مع الجهات المختصة للحد من التسول في الأماكن العامة، توفير مأوى للمسنين والأيتام وذوي الإعاقة.
- تنظيم المقابر والمغاسل، وتوفيرالمرافق اللازمة، وإكرام الموتى.
- الحد من مخاطر الحيوانات السائبة التي تهدد السلامة العامة، وتقديم الرعاية اللازمة للحيوانات الضالة في الشوارع والأماكن العامة.
- منع وإزالة التعدي سواء على الأملاك الخاصة أو الأملاك العامة.
- أية اختصاصات أخرى يصدر بها قرار من مجلس الوزراء.

## الهيكل التنظيمي والإدارات
الأمين: الامير فيصل بن عبدالعزيز آل مقرن. ويرتبط به مباشرة:
- مكتب الأمين
- إدارة التخطيط والتنسيق
- وحدة البلديات الفرعية
- وكالة الأمانة لشؤون بلديات المنطقة
- وكالة التعمير والمشاريع
- وكالة الخدمات
- الإدارة العامة لتنمية الاستثمارات
- البلديات الفرعية
- الإدارة العامة لتقنية المعلومات والخدمات الإلكترونية
- إدارة التطوير الإداري
- الإدارة القانونية
- وحدة المتابعة
- الإدارة العامة للشؤون المالية والإدارية، ويرتبط بها:
  - إدارة شئون الموظفين
  - مركز الاتصالات والمحفوظات
  - إدارة الميزانية
  - إدارة المشتريات
  - إدارة المستودعات
  - إدارة مراقبة المخزون
  - إدارة الخدمات العامة
  - إدارة الشئون المالية
- الإدارة العامة للحدائق وعمارة البيئة
- الإدارة العامة للنظافة
- إدارة العمليات المساندة
- إدارة مراقبة وتطوير النظافة
- إدارة الدراسات والتطوير
- الإدارة العامة لصحة البيئة:
- الإدارة العامة للأسواق
- الإدارة العامة الراحة والسلامة
- الإدارة العامة للخدمات الاجتماعية
- وكالة التعمير والمشاريع
- الإدارة العامة للتخطيط العمراني
- الإدارة المركزية لرقابة المباني والمنشآت
- إدارة التخطيط
- إدارة المساحة وتنفيذ المخططات
- الإدارة العامة للدارسات والتصاميم
- إدارة تصميم الطرق وتصريف السيول
- الإدارة العامة للإشراف والتنفيذ
- الإدارة العامة للتشغيل والصيانة
- الإدارة العامة للأراضي والممتلكات
- إدارة الأراضي
- إدارة الممتلكات
- الإدارة العامة لتقنية المعلومات والخدمات الإلكترونية
- إدارة خدمات المعلومات
- إدارة هندسة وصيانة وتشغيل الحاسب الآلي:
- إدارة تطوير التطبيقات الآلية
- وكالة الأمانة لشئون بلديات المنطقة
- إدارة الشئون الفنية:
- إدارة الشئون المالية والإدارية
- إدارة الأراضي
- إدارة التخطيط
- الإدارة العامة لتنمية الاستثمارات

## البلديات الفرعية
- بلدية الشمال
- بلدية المعذر
- بلدية العليا
- بلدية عرقه
- بلدية الملز
- بلدية الروضة
- بلدية النسيم
- بلدية السلي
- بلدية الشميسي
- بلدية البطحاء
- بلدية نمار
- بلدية العزيزية
- بلدية العريجاء
- بلدية الشفاء
- بلدية الحاير
- بلدية الشرق

## بلديات ومجمعات المنطقة
- بدائع العضيان
- الحصاة
- عروى
- الأحمر
- أشيقر
- حلبان
- الجمش
- عفيف
- تمير
- نفي
- القصب
- العيينة والجبيلة
- الإفلاج
- الخرج
- الأرطاويه
- روضة سدير
- الحلوه
- وادي الدواسر
- ساجر
- البجاديه
- الرويضة
- الدوادمي
- القويعيه
- جلاجل
- الرين
- حريملاء
- شقراء
- ضرما
- الغاط
- الدلم
- الهدار
- الحريق
- الزلفي
- حوطة سدير
- المجمعة
- الهياثم
- المزاحمية
- السليل
- مرات
- رماح
- ثادق
- حوطة بني تميم
- الدرعية

## فعاليات الأمانة

### فعالية قاف
هي فعالية تقوم على المحاورة الشعرية، ويلتقي بها 6 من شعراء المحاور في مدينة الرياض تحديدا في ساحة العروض وسط أجواء تراثية.
تتضمن الفعالية إقامة سوق شعبي يستعرض به المشاركون سلع مختلفة مرتبطة بالموروث، وتخصيص أقسام للأسر المنتجة، بالإضافة إلى أنشطة ثقافية. وتستمر هذه الفعالية لمدة 3 أشهر، وتقام في يومي الخميس والجمعة من كل أسبوع.